# Jurij Bakałow
Jurij Mychajłowycz Bakałow, ukr. Юрій Михайлович Бакалов, ros. Юрий Михайлович Бакалов, Jurij Michajłowicz Bakałow (ur. 16 stycznia 1966) – ukraiński trener piłkarski i piłkarz, grający na pozycji pomocnika, trener piłkarski.

## Kariera piłkarska

### Kariera klubowa
Karierę piłkarską rozpoczął w Metałurhu Zaporoże, a w maju 1988 przeniósł się do Torpeda Zaporoże. Latem 1993 został piłkarzem Podilla Chmielnicki, a w następnym sezonie bronił barw Nywy Mironówka. W lipcu 1995 przeszedł do Weresu Równe. Od początku 1997 występował w FK Czerkasy. Karierę piłkarską zakończył w zespole Kremiń Krzemieńczuk.

## Kariera trenerska
W 2003 pomagał trenować amatorską drużynę Widradny Kijów. Od 1 lipca 2005 do 31 grudnia 2006 pracował na stanowisku starszego trenera drużyny rezerw Arsenału Kijów. Potem prowadził juniorską drużynę Arsenału. W maju 2007 objął stanowisko starszego trenera młodzieżowej drużyny Arsenału. 18 maja 2010 został wyznaczony na głównego trenera Arsenału. W maju 2011 został zwolniony z zajmowanego stanowiska. Jednak pozostał w klubie pomagając głównemu trenerowi trenować piłkarzy. W styczniu 2013 po odejściu trenera Leanida Kuczuka ponownie objął prowadzenie Arsenału. 10 października 2013 po problemach finansowych klubu podał się do dymisji. 25 grudnia 2013 podpisał kontrakt z Sławutyczem Czerkasy. 29 lipca 2014 został zwolniony z zajmowanego stanowiska. Na początku stycznia 2016 stał na czele gruzińskiego SK Zugdidi. 25 kwietnia 2016 podał się do dymisji. 16 sierpnia 2018 objął posadę trenera FK Lwów. 8 kwietnia 2019 został zwolniony z klubu. 14 grudnia 2019 stał na czele Ruchu Lwów.

## Sukcesy i odznaczenia

### Sukcesy klubowe
- mistrz Wtoroj Niższej Ligi ZSRR: 1990